# Historia del Rey Transparente
Historia del Rey Transparente (História do Rei Transparente,em português) é um  livro de Rosa Montero.A protagonista da história é uma moça de 15 anos, Leola, que tem de se mascarar de soldado para sobreviver num mundo de homens. A história passa-se no século XII, onde as cruzadas, torneios e guerras ocupam os homens.

## Enredo
Leola, uma vassala, trabalha um pedaço de terra com o seu irmão e pai. Quando a sua quinta é destruída e os seus familiares desaparecem, juntamente com o seu amor, vê-se obrigada a fugir, prometendo salvar o dono do seu coração. Embarca assim numa grande aventura, cheia de perigos, com amigos e inimigos, no meio de cortes, damas e condes, combates e torneios.
Leola cria grande amizade com uma feiticeira chamada Nyneve que ensina a Leola o mundo que ela não conhecia. Um mundo de guerras e culturas de injustisas.Os sábios,feiticeitos, camponeses e próprios padres conhecidos como catáros. Todos personagens de uma guerra contra os reis e a igreja católica que juntos criaram as cruzadas para matar e obrigar todos a seguirem uma mesma religião.  